# Neita extensa
Neita extensa är en fjärilsart som beskrevs av Butler 1898. Neita extensa ingår i släktet Neita och familjen praktfjärilar. Inga underarter finns listade i Catalogue of Life.